# Активни егзоскелет
Активни егзоскелет је врста протетичке справе намењене рехабилитацији хода људи са тешким хендикепом, параплегичара и дистрофичара. Практични резултати у области рехабилитационе роботике довели су до развоја и производње првих оперативних активних егзоскелета у свету у периоду од 1969. до 1974. године. Први на свету ходајући активни егзоскелет (дословно спољашњи костур) који је пнеуматски напајан направљен је на Институту Михајло Пупин 1969. године.

## Историја
Тим Лабораторије за роботику на челу са професором Миомиром Вукобратовићем, у оквиру Института Михајло Пупин, првобитно се бавио бипедалним покретом, синтезом и контролом антропоморфног хода итд. У том тренутку истраживања у области рехабилитационе роботике довела су до практичне примене једино у домену активних егзоскелета за хендикепиране особе параплегичарског типа. Захваљујући дотадашњим знањима тим Института Михајло Пупин започео је рад са једноставним егзоскелетима 1968. године. Први једноставан егзоскелет комплетиран је наредне 1969. године. На тај начин је створен први у свету ходајући активни егзоскелет за антропоморфни ход, који је пнеуматски напајан и делимично кинематички програмиран. Коришћен је у експерименталне сврхе у различитим медицинским установама у земљи, али и иностранству. Претходник је свих сложенијих апарата намењених особама са тешким хендикепом који ће се појавити и развијати касније у циљу обнове локомоторних активности.

## Модели

### Модел из 1972. године
Модел направљен 1972. године на Институту Михајло Пупин најуспешнија је верзија активног егзоскелета намењена рехабилитацији параплегичара и особа са инвалидитетом. Пнеуматски је напајан и електронски програмиран. Служио је као основни покретач људи са инвалидитетом тако што је надокнађивао до 50 процената силе потребне за покретање тела. Тестиран је у Београдској ортопедској клиници 1972. године. Један примерак егзоскелета је достављен Институту за трауматологију и ортопедију у Москви. Од 1991. године егзоскелет се налази у збирци Политехничког музеја у Москви и приказан је у оквиру поставке посвећене развоју кибернетике и аутоматизације у свету.

### Модел из 1974. године
Егзоскелет који је израђен и тестиран 1974. године има електромеханичке моторе и електронски је програмиран. Служио је за процену и развој електромеханичких мотора који су коришћени за активне ортотичке уређаје попут ортозне руке и активног одела. Ово је био први пример активног егзоскелета са електромоторима као актуаторима. Сматра се претходником савремених хуманоидних робота који се покрећу помоћу електричног мотора.

## Галерија
- Активни егзоскелет, модел из 1974. године који се данас налази у Музеју науке и технике Београд